# Александър Алябиев
Александър Александрович Алябиев (на руски: Александр Александрович Алябьев) е руски композитор, пианист и диригент, автор на едни от първите руски камерни произведения и първият, направил обработка на руски, украински, кавказки, цигански народни песни.
Считан е за основоположник на руския лиричен романс, а най-голяма популярност добива с романса си „Славеят“. Той е сред първите, създал музика по стихове на Александър Пушкин. Заради широко известните си романси е наричан „руския Шуберт.“

## Ранни години
Роден е на 4 (15) август 1787 година в град Тоболск. Произхожда от дворянско семейство, баща му е вицегубернатор, покровител на местния театър и оркестър. Алябиев получава добро домашно образование. Семейството посещава почти всички театрални спектакли и концерти в града, с което развива повишен интерес към музиката у малкия Александър.
През 1796 година Алябиеви се преместват в Санкт Петербург и Александър, едва 14-годишен, е зачислен на служба в минното ведомство. Едновременно с това започва сериозно музикално обучение при И. Г. Милер, който по думите на Михаил Глинка е „знаменит контрапунктист“ и при когото се обучават много руски и чуждестранни музиканти.
През 1804 година вече живее в Москва, където продължава образованието си в Московския университетски пансион, изучава пиано при Джон Филд и теория на композицията. Тук, през 1810 година са издадени и първите му композиции – „Нов френски романс с акомпанимент за пиано“, два валса за пиано и Първи струнен квартет. Тези произведения се считат за едни от най-ранните образци на руската камерна и вокална музика. Голямата полонеза за пиано посвещава на своя учител, а самата творба представлява един от първите опити в Русия за създаване на концертно произведение в танцов жанр.

## Отечествена война, 1812
През 1812 година, когато избухва Отечествената война, Алябиев постъпва като доброволец в армията. В периода 1813 – 1814 участва в задгранични походи на руските войски като хусар в Иркутския и Ахтирския хусарски и конноегерски полкове. Става близък приятел с поета-партизанин Денис Давидов, под чието началство служи във войската. Участва в операцията по превземането на Дрезден, където е ранен. След оздравяването си участва в боевете при Лайпциг, Рейн и при превземането на Париж. В края на войната той е с чин ротмистър и е носител на ордените „Света Ана“ 4-та степен, „Свети Владимир“ 4-та степен и медал в памет на войната от 1812 година. Продължава военната си служба в Петербург, където през 1815 година съчинява хусарската песен „Още един ден“ (Один еще денëк).

## Санкт Петербург и Москва
През 1823 година излиза в оставка като полковник с пълна пенсия и заживява в Петербург и Москва. Така навлиза в артистичните кръгове и на двата града. Музицира с Алексей Верстовски, братята от полски произход Матвей и Михаил Виелгорски, Владимир Одоевски и други музиканти. Участва в концерти като пианист и певец, тъй като има приятен, топъл тенор. Придобива известност като автор на опери, романси и музика към водевили и композира първия си романс „Вечерком румяну зорю“.
През 1822 година в Петербург и Москва се състоят постановки на първата му опера – двуактната „Лунная ночь, или Домовые“ по либрето на Пьотр Муханов и Пимен Арапов. Тя обаче не се задържа в репертоара на театъра, свалена е от сцената и никога не е била издавана. През същата година се състои и премиерата на операта-водевил „Нова шега, или театралната битка“ (Новая шалость, или Театральное сражение), написана съвместно от Алябиев и Алексей Верстовски. На театралните сцени и на двата града се играят водевили с музика, композирана от Алябиев.
През 1823 година на сцена е изпълнен водевилът „Польский“, а на следващата година – водевилът „Путешествующая танцовщица актриса, или Три сестры невесты“. По същото време са поставени две едноактни опери-водевили, чиито текстове са преработени от френски от А. И. Писарев. Това са „Учитель и ученик, или В чужом пиру похмелье“ и „Хлопотун, или Дело мастера боится“. И двете са написани в съавторство с Верстовски.
През януари 1825 година, заедно с Верстовски, пише музика към пролога „Тържеството на музите“ на М. А. Дмитриев, прозвучал на тържественото откриване на Болшой театър. Там е поставен и водевилът му „Селски философ“. През същата година е постановката и на операта-водевил „Забавы Калифа, или Шутки на одни сутки“, чиято музика е написана съвместно от Алябиев, Верстовски и Фридрих Шолц.

## Присъда и затвор
На 24 февруари 1825 година, при игра на карти Алябиев уличава помешчика Т. М. Времев в нечестна игра. Тъй като Александър е твърде невъздържан и избухлив, той му нанася няколко удара, а четири дни след това човекът умира. Според заключението на лекаря причината е руптура на далака. Въпреки че Времев по онова време е сериозно болен и в съда не е доказано, че смъртта му е настъпила заради Алябиев, фактът за хазартната игра на карти и нанесения побой са официално установени. Композиторът е обвинен в убийство и срещу него е заведено углавно дело.
При липса на сериозни доказателства, че вината за смъртта е на Алябиев, той прекарва три години в затвора, където продължава да композира. Именно там написва най-известното си произведение – романса „Славеят“. Създава и комичния балет „Вълшебният барабан или Разследването на магичната флейта“ („Волшебный барабан, или Следствие волшебной флейты“). Съдейки по името се предполага, че произведението представлява продължение на балета „Вълшебната флейта или Танцьори по неволя“ на Маковец от 1818 година. Балетът на Алябиев е поставен през 1827 година в Болшой театър с балетмайстор Ф. Бернадели.

## Заточение в Сибир
На 1 декември 1827 година Алябиев е осъден на заточение и въдворен в Тоболск, главен град на Сибир по онова време. Лишен е от дворянската си титла, военните звания, медалите, ордените и всички граждански права. Основната причина за суровата присъда вероятно е близостта на Алябиев с кръга на декабристите, а Николай I нееднократно отклонява ходатайствата за смекчаване на наказанието. Този случай е описан от Алексей Писемски в романа му „Масони“. В Тоболск Алябиев живее в енорийската църква и е задължен редовно да извършва покаяние. Композира главно военна и църковна музика, по-голямата част от която остава неиздадена и не навлиза в църковно-певческата практика. Ръкописите се съхраняват в библиотеката на Московската консерватория.
В Тоболск Алябиев създава Симфоничен оркестър за казашка музика, режисира симфонични и хорови концерти и се изявява като диригент и пианист. Към това време се отнасят редица оркестрови произведения, както и широко известните му романси, публикувани в сборника „Северен певец“ през 1828 и 1831 година. Към тях спадат едни от най-добрите му романси-монолози, свързани с темата за самотата, изгнанието, тежкото странстване по чужди места – „Иртыш“, „Зимняя дорога“, „Вечерний звон“, „Два ворона“. Създадени във времето, когато композиторът е заточен в Сибир, те са негова лирична изповед и се отличават с лаконизъм на изказа, сила и дълбочина на музикалния израз.

## Кавказ
През 1831 година с много труд получава „височайше позволение“ да промени местожителството си, за да използва кавказките минерални извори за лечение. От февруари до началото на курортния сезон живее в Ставропол, а след това – в Пятигорск. Това не променя статута му на изгнаник и той продължава да се намира под надзора на местните власти. Днес къщата, в която е живял, е включена като отдел към музея-резерват „М. Ю. Лермонтов“ под названието „Дом Алябиев“.
В Пятигорск Алябиев поставя ново начало на творческата си кариера, като започва да се занимава с фолклорна музика. Прави и първите в Русия обработки на народни песни – руски, украински, цигански и на народите от Поволжието, Средна Азия и Кавказ. Използва елементи от тях в композициите си. Работи над сборника „Гласът на украинските песни“, който издава съвместно с украинския литератор и фолклорист Михаил Максимович. Резултат от пребиваването му в Кавказ са романсите, публикувани в сборника „Кавказки певец“.
Съчинява няколко музикално-драматични произведения на кавказка тема, между които операта „Амалат-Бек“, създадена по сюжет на едноименната повест на поета-декабрист Александър Бестужев, в която използва записани в Кавказе народни напеви. Операта никога не е поставена на сцена., а ръкописът се съхранява в Московската консерватория. Написва операта „Кавказки пленник“ по едноименната поема на Пушкин, издадена чак през 1898 година заедно с романсите му. Алябиев е първият руски композитор, който проявява интерес към башкирските, киргизките и туркменските песни и който ги разработва в свои произведения.

## Оренбург и Коломна
В периода 1833 – 1834 година живее в Оренбург, след това получава разрешение да се премести при роднини в Московска губерния, а забраната да посещава столицата е подновена. Там той среща отново бившата си любима Екатерина Офросимова, дъщеря на композитора Николай Римски-Корсаков. Алябиев е имал сериозна връзка с нея, прекъсната от заточението му в Сибир. Образът ѝ е вдъхновил композитора да напише един от най-хубавите си лирични романси „Я вас любил“, по стихове на Пушкин. Междувременно тя се е омъжила, овдовяла е, и двамата сключват брак на 20 август 1840 година. Семейството няма свои деца, но Екатерина е поела възпитанието на Леонила Пасек, за която двамата продължават да се грижат заедно.
На 24 април 1842 година, когато Алябиев се намира нелегално в Москва, получава „височайше разпореждане“ да заживее в град Коломна, закъдето заминава заедно с жена си. Известно е, че тук той твори главно църковна хорова музика. Почти не са запазени сведения за живота на семейството в този град. В началото на 1843 година Екатерина подава писмена молба за възстановяването на съпруга ѝ на служба и позволение за връщането му в Москва. Разрешението се получава през юни и на 17 юли семейството най-после се връща в столицата. Тук Алябиев живее под надзора на полицията, със забраната да се показва на публични места, на концерти и в театри.

## Последни години
В Москва се установяват в дома на Екатерина на Новински булевард, където композиторът доживява последните си дни. В произведенията си от този период Алябиев се обръща към сюжети със социално значение. В песните „Изба“, „Кръчма“ (Кабак) и „Селски стража“ (Деревенский сторож) по текстове на Николай Огарëв, както и в „Просякинята“ (Нищая) по текст на френския поет Пиер-Жан дьо Беранже, той създава образи на бедняци, изпълнени с тъга и безнадеждност. Тези романси подготвят почвата за следващите, новаторски произведения на Даргомижки, с когото са близки приятели („Лихорадушка“) и Мусоргски („Калистрат“, „Гопак“, „Трепак“).
Към Алябиев често се обръщат с молба да вземе участие в благотворителни вечери или да композира по конкретни случаи романси или хорови песни. Така за концерт в полза на бедните той написва „Химн на благотворителността“ за глас, хор и оркестър, по стихове на руския поет-декабрист Фьодор Глинка. На същия концерт е изпълнено произведението на Алябиев „Песен за смъртта на Лавров“ (актьор от Московския театър). Тежко болен, кмпозиторът до края на живота си не оставя творческата си работа.
Алябиев умира на 22 февруари (6 март) 1851 година в Москва, а два дни след това почива и братовчед му Николай Новиков. Двамата са погребани заедно в църквата на Симоновия манастир, близо до северната стена, до родителите на Александър.
През 1853 година под попечителството на Екатерина църквата при северната ограда е възобновена. Под нея е изградена крипта, където е преместен прахът на Алябиев, а по-късно там е погребана и съпругата му. През 1930 година манастирът е разрушен, а с него изчезват и гробовете на Алябиев и Екатерина.

## Творчество
Наследството на композитора е представено от почти всички музикални жанрове. Централно място в него заема вокалната лирика, свързана с традицията на руския градски фолклор от началото на 19 век.

### Романси
Значението на Алябиев за руската музика се основава главно на написаните от него романси. Създава над 180 романса и песни, някои от които са се превърнали в класически. Те са написани с несъмнена мелодическа дарба, музиката е красива, задушевна и в много случаи носи руски характер. Съпроводът на пиано е прост като хармония, но написан звучно и добре илюстриращ текста на стиховете. Пример за това са романсите „Вечерний звон“, „Зимняя дорога“ с подражение на звънчета, „Черкесская песня“ и други. Духът в тях отговаря на времето, в което са създадени, болшинството са написани в минорна тоналност и са доста сантиментални. В своите „Руски песни“ той талантливо претворява най-добрите черти на битовата песен с лириката на пушкиновата епоха. Алябиев е и един от първите интерпретатори на произведенията на Пушкин – романсите „Если жизнь тебя обманет“, „Я вас любил“, „Увы, зачем она блистает“, „Пробуждение“, „Зимняя дорога“ и други.
Най-известен остава романсът „Соловей“ по текст на Антон Делвиг, който често може да се чуе в сцената „Урок по пеене“ от операта „Севилският бръснар“ на Росини. Романсите, които композира са по стихове на Жуковски, Давидов, Козлов, Вяземски, Лермонтов, Колцов. По стихове на Пушкин написва 22 романса, 15 от които във времето, когато поетът все още е жив. Първото издание на романсите на Алябиев излиза през 1859 година в две части – в първата са включени 58 произведения, а във втората – 12. Второто издание излиза в Москва през 1898 – 1899 година, включва 4 тома и съдържа 111 романса и операта „Кавказки пленник“. Популярността на романсите му е голяма и те са добре познати и извън Русия. В Германия Шуберт издава „Сборник руски романси и народни песни“, в който включва творбите на Алябиев „Соловей“, „Луч надежды“, „Песнь бедняка“, „Вечерком румяну зорю“. Романсът „Соловей“ звучи навсякъде из Европа, като по него пишат вариации Михаил Глинка и Ференц Лист. Изпълняват го много европейски певци като Полин Виардо, Аделина Пати, полякинята Марчела Зембрих и много други.

### Инструментална музика
Алябиев има значителен принос в създаването на отечествената камерно-инструментална музика. Композира симфония в e-moll, увертюра във f-moll, трио за пиано в a-moll, два струнни квартета – №1 и №3, соната за цигулка и пиано, концертни увертюри, композиции за соло инструменти с оркестър, танцови сюити, множество камерни произведения. В тези творби принципите на класическата соната са органично съчетани с елементи от руската песен. Такива са първата част и финалът на триото за пиано и бавната част от квартет №3, в които ясно се забелязват интонации от руски народни песни и битовия романс. Алябиев отделя особено внимание и на духовата музика като маршове и увертюри за духов оркестър.

### Сценични произведения
Сценичните му произведения обхващат всички, съществуващи по това време, жанрове. Създава 6 опери, от които напълно завършени са само 3, а е поставена само „Лунна нощ“. Композира балети, 10 опери-водевили, около 10 водевила, сценична кантата, музика към драматични спектакли – трагедии, комедии, драми, в това число музика за премиерата на пушкиновата „Русалка“, също към „Бурята“ и „Веселите уиндзорки“ на Шекспир. Музиката на водевилите му се състои от увертюра, инструментална интермедия и стихове, изпълнявани само в един мотив. Оперите му не се отличават съществено от водевилите и са сравнително прости по форма.

### Народни песни
Алябиев съставя, аранжира и публикува няколко сборника с народни песни и инструментални мелодии – руски, украински, кавказки, татарски и други. Автор е на повече от 100 църковни произведения, сред които мащабната „Литургия от концертен тип“. Заради драматичната му съдба голяма част от произведенията му, повече от 450, остават в ръкопис, не са издадени и много от тях са загубени.

## Някои съчинения
Романси
- Вечерний звон – текст на Т. Мури и И. Козлов
- Вечерком румяну зорю – текст на Н. Николаев
- Два ворона – текст на Александър Пушкин
- Дедушка – текст Антон Делвиг
- Деревенский сторож – текст Николай Огарëв
- Дубрава шумит – текст В. Жуковски
- Если жизнь тебя обманет – текст Александър Пушкин
- Зимняя дорога – текст Александър Пушкин
- Изба – текст Николай Огарев
- И я выйду ль на крылечко – текст А. Делвиг
- Иртыш – текст И. Ветер
- Кабак – текст Николай Огарëв
- Кольцо души-девицы – текст В. Жуковски
- Луч надежды – текст Александър Пушкин
- Не говори, любовь пройдёт – текст Антон Делвиг
- Не задумывайся, мой друг – текст Н. Путилов
- Незабудочка – текст П. Вяземски
- Нищая – текст Пиер-Жан дьо Беранже, превод Д. Ленски
- Один еще денек – хусарска песен
- Одинок месяц плыл – текст Антон Делвиг
- Певец – текст Александър Пушкин
- Песнь бедняка – текст В. Жуковски
- Плачет, плачет дева гор – текст Л. Якубович
- Предчувствие – текст Александър Пушкин
- Сижу на берегу потока – текст Денис Давидов
- Скажите мне, зачем пылают розы – текст Александър Бестужев
- Слеза – текст Александър Пушкин
- Собрались мы к боярину – текст С. Стромилов
- Совет – текст В. Алябиев
- Соловей – текст Антон Делвиг
- Терпение – авторът на текста е неизвестен
- Уединение – текст В. Максимович
- Узник – текст Александър Пушкин
- Уныние – текст А. Глебов
- Черкесская песня – текст Александър Пушкин
- Я Вас любил – текст Александър Пушкин
- Я вижу образ твой – текст Гьоте
- Я жизнь любил – авторът на текста е неизвестен
- Я люблю тебя, дева милая – текст Владимир Бенедиктов

Опери
- Лунная ночь, или Домовые – създадена през 1822, постановката е през 1823 година в Болшой театър, Санкт-Петербург
- Едвин и Оскар – 1830 година, незавършена
- Вълшебна нощ – 1838 – 1839, незавършена
- Рибарят и русалката или Дяволска отвара – 1841 – 1843
- Кавказки пленник – по едноименната поема на Пушкин, създадена вероятно през 1828 година, но е издадена едва през 1898
- Амалат-Бек – 1842 – 1847

Опери-водевили
- Новая шалость, или Театральное сражение – съвместно с Верстовски и Лудвиг Маурер, премиера 1822 година, Болшой театър, Санкт-Петербург
- Селският философ (Деревенский философ) – премиера 1823 година в Театър на Моховой, Москва
- Польский – 1823
- Путешествующая танцовщица актриса, или Три сестры невесты – 1823
- Учитель и ученик, или В чужом пиру похмелье – съвместно с Верстовски, 1823
- Хлопотун, или Дело мастера боится – съвместно с Верстовски, премиера 1824, Малый театър, Москва
- Проситель – съвместно с Верстовски, Михаил Виелгорски и Фридрих Шолц, премиера 1824 година в Театър на Моховой, Москва
- Среща на дилижанси – съвместно с Верстовски, премиера 1825 година, Болшой театър, Москва
- Забавите на халифа или Шеги за един ден (Забавы калифа, или Шутки на одни сутки) – съвместно с Верстовски и Шолц, премиера 1825 година в Болшой театър, Москва
- Три десетки, или Новое двухдневное приключение – съвместно с Верстовски, премиера 1825 година в Болшой театър, Москва
- Утро и вечер, или Ветер переменился – 1826 година

Балети)
- Волшебный барабан, или Следствие Волшебной флейты – 1827 година
- Пролог към „Тържеството на музите“ – съвместно с Верстовски и Шолц, създаден през 1824 и изпълнен през 1825 година при откриването на Болшой театър в Москва

Кантати
- За оркестър в това число симфония в e-moll – 1850 година, увертюра, танци
- За духов оркестър в това число увертюри

Инструментални ансамбли
- Струнен квартет №1 в Es-dur – 1815
- Струнен квартет №3 в g-moll – 1825
- Трио за пиано в Es-dur – вероятно 1815 година
- Трио за пиано в a-moll – 1834
- Квинтет за пиано – вероятно 1815
- Соната за цигулка и пиано – 1834
- Квартет за 4 флейти
- Квинтет за флейта, обой, кларинет, фагот и валдхорна

Сборници с обработени народни песни
- Гласът на украинските песни – съвместно с Михаил Максимович, публикуван 1834 година, второ издание през 1961
- Азиатски песни – вероятно 1833 – 1835

Музика към драматични спектакли
- Буря – по Шекспир, 1827
- Отступник, или Осада Коринфа – 1837
- Русалка – по Пушкин, 1838
- Веселите уиндзорки – по Шекспир, 1838
- Безумната – по повестта на И. И. Козлов, 1841